# Alain Restauld de Caligny
Alain Restauld de Caligny ou de Chaligny, Alanus Restaldus Calignius en latin, professeur d'hébreu au Collège de France né au début du XVIe siècle, et mort en 1565.

## Biographie
On a peu d'informations sur sa vie. l'abbé Goujet indique qu'il était Lorrain. Jean Cinquarbres qui a été son élève en dit un mot dans l'Épître dédicatoire de son livre De re Grammatica Hebræorum adressé à Paul Paradis. Il le traite d'homme de grande érudition.

## Publication
- Institutiones in Hebraeam linguam, Chrétien Wechel, Paris, 1533 (lire en ligne)